# 奧博里什泰嶺

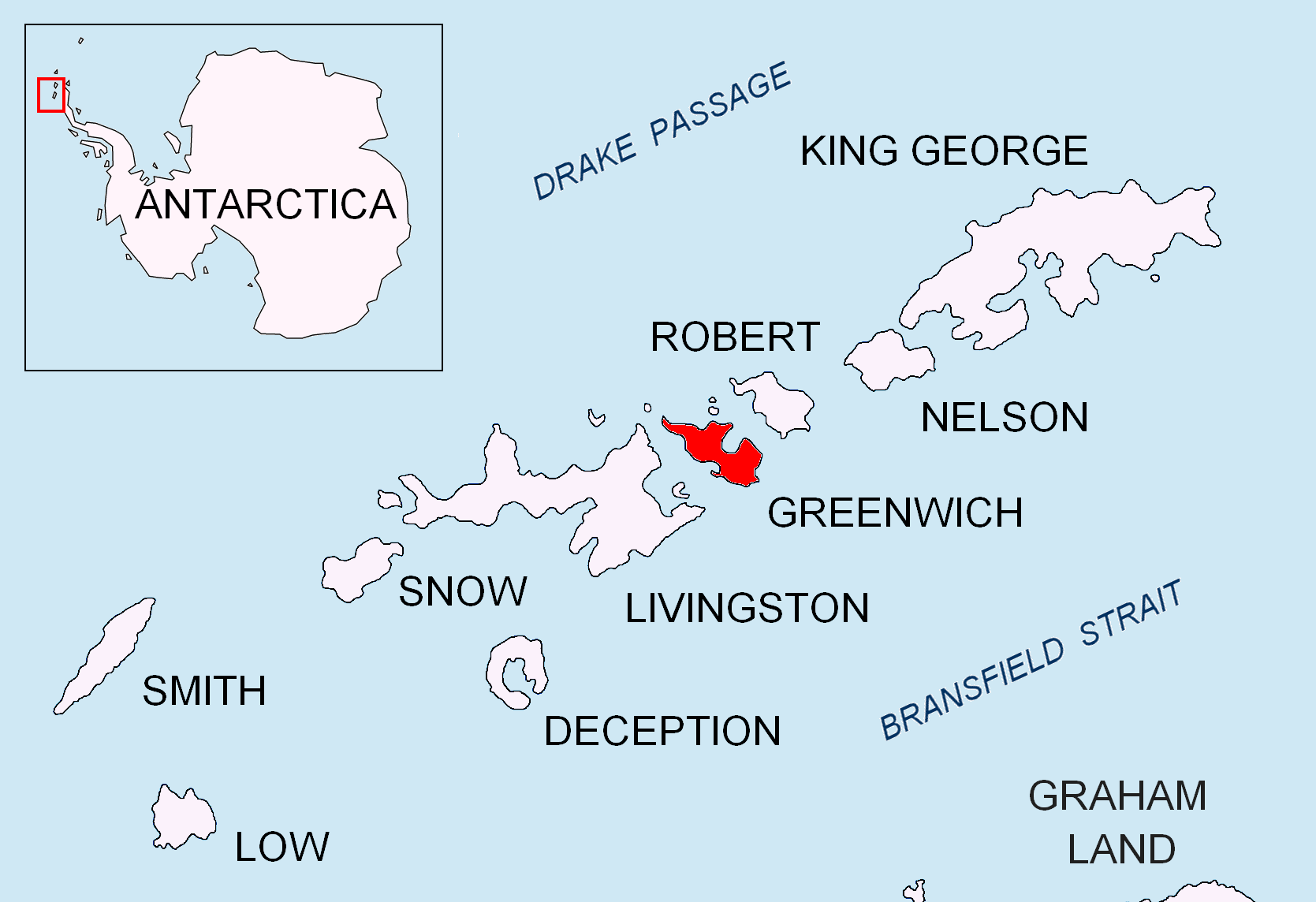

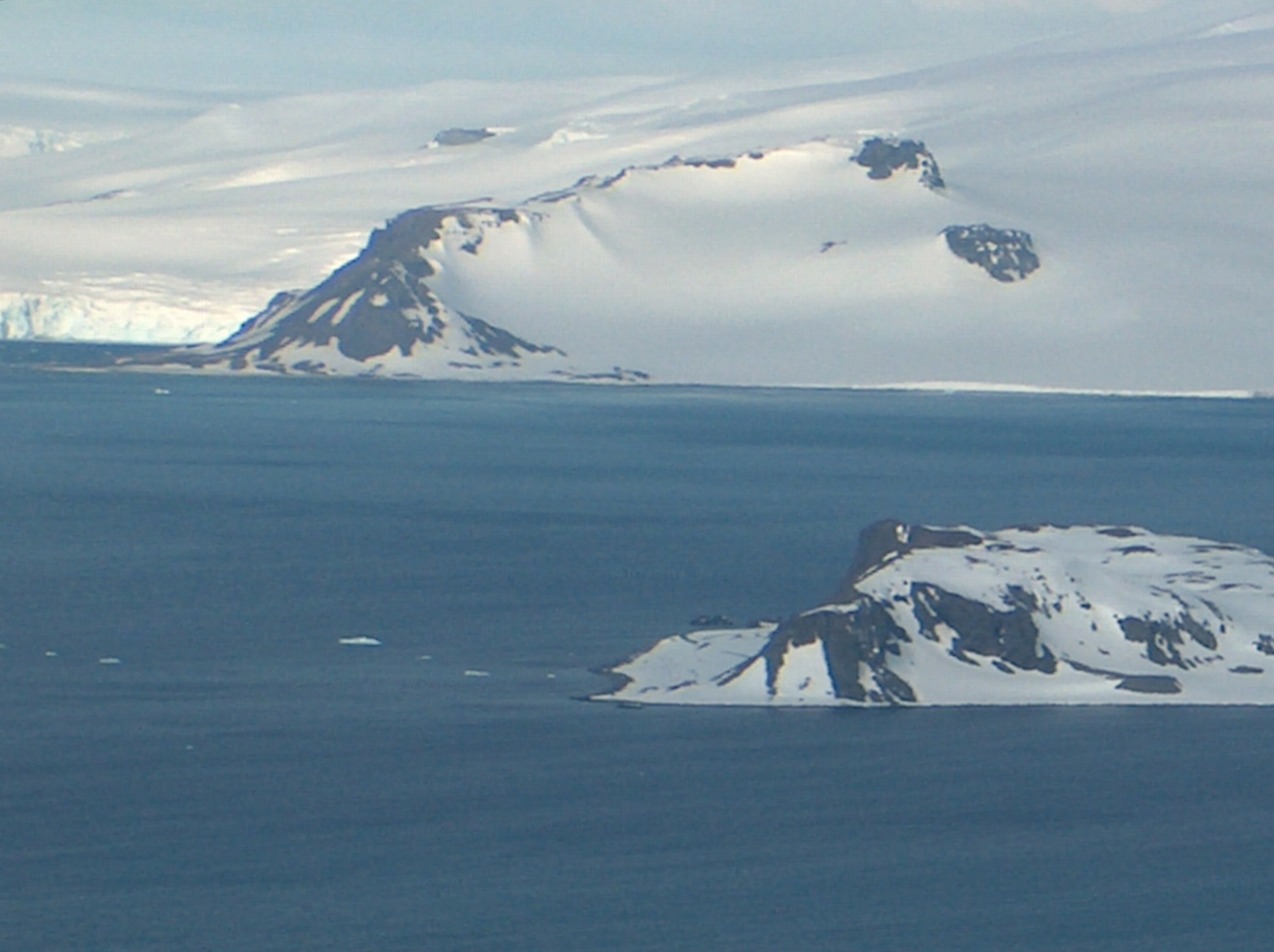

奧博里什泰嶺（英語：Oborishte Ridge）是南極洲的山嶺，位於南设得兰群岛中格林尼治島的布雷茲尼克高地西南端，長1.7公里、寬0.95公里，海拔高度340米，處於埃夫賴姆崖西北面2.54米和泰爾泰爾峰西北面1.77公里。

## 外部連結
- SCAR Composite Antarctic Gazetteer（页面存档备份，存于）.

62°32′05″S 59°45′04″W / 62.53472°S 59.75111°W